# Mechelen
Mechelen (izgovorjava [mɛxələ], francosko Malines) je mesto in občina z nekaj manj kot 100.000 prebivalci v provinci Antwerpen v regiji Flandrija v Belgiji. Občina obsega mesto Mechelen, nekaj četrti na obrobju, zaselka Nekkerspoel in Battel, pa tudi vasi Walem, Heffen, Leest, Hombeek in Muizen. Reka Dijle teče skozi mesto, zato se pogosto imenuje Dijlestad ('Mesto ob reki Dijle'). Mechelen je sedež edine belgijske rimskokatoliške nadškofije in metropolije Mechelen-Bruselj s kardinalom na čelu.
Mechelen leži na glavni mestni in industrijski osi Bruselj–Antwerpen, približno 25 km oddaljen od obeh. Prebivalci so zaposleni v južnih podjetniških in severnih pisarnah v mestu, pa tudi v pisarnah ali podjetjih v bližini glavnega mesta in letališča Zaventem ali v industrijskih obratih v bližini pristanišča v Antwerpnu.
Je eno izmed pomembnih mest zgodovinske umetnosti v Flandriji z Antwerpnom, Bruggejem, Brusljem, Gentom in Leuvnom. V obdobju severne renesanse je bilo umetniško središče, ko so slikarje, tiskarje, rokopisce in skladatelje polifonije podpirali pokrovitelji, kot so Margareta Yorška, Margareta Avstrijska in Hieronymus van Busleyden.

## Zgodovina

### Zgodnje obdobje
Arheološka dokaza o naselitvi v obdobju latenske kuture v trikotniku Bruselj–Leuven–Antwerpen, ki je bila večinoma okoli Mechelna in izvira iz mokrišč, sta 8,4 m dolg kanu, izdolben iz hrastovega drevesa, in naselje s približno petimi lesenimi hišami pri Nekkerspoelu. 
Območje Mechelna je bilo poseljeno na bregovih reke v galsko-rimskem obdobju, kar dokazujejo številne rimske ruševine in ceste. Ob koncu vpliva Rima so v 3.–4. stoletju območje naselila germanska plemena. Nekaj stoletij kasneje je pokristjanjevanje vodil irski ali škotski misijonar sveti Rombout (Rumbold), ki naj bi zgradil samostan. Stolnico, posvečeno svetniku, so začeli graditi okrog leta 1200.
Antwerpen je izgubil dobičkonosne pravice (stapelrechten) kot prvi prodajalec za volno, oves in sol leta 1303, ko je Janez II., brabantski vojvoda, Menchelnu podelil mestne pravice. Tekmovalnost med mestoma je trajala še v 20. stoletju.

### 15. stoletje in kasneje
V 15. stoletju je mesto prišlo pod oblast burgundskega vojvode, ki je zaznamoval začetek uspešnega obdobja. Leta 1473 je Karel Drzni preselil več političnih teles v mesto. Mechelen je bil sedež višjega sodišča do francoske revolucije. Leta 1490 je bila vzpostavljena redna poštna služba med Mechelnom in Innsbruckom.
Visokodonosna trgovina s tkaninami je prinesla mestu bogastvo in moč v poznem srednjem veku. V prvi polovici 16. stoletja je celo postal glavno mesto držav na območju današnjega Beneluksa (zelo grobo Nizozemska, Belgija in Luksemburg) pod avstrijsko nadvojvodinjo Margareto.
V 16. stoletju se je politični vpliv mesta dramatično zmanjšal, saj so se številne vladne ustanove preselile v Bruselj. Mechelen je to nadomestil z vedno večjim ugledom na verskem področju: leta 1559 je bila razglašena nadškofija Mechelen, sedež verske oblasti nad ozemljem, ki je kasneje postal Belgija. Leta 1961 je bil naslovu dodan Bruselj, zato je sedanja nadškofija Mechelen-Bruselj.
Mechelen je ostal še naprej pomemben, saj je veliki svet v Mechelnu ostal vrhovno sodišče do francoskih revolucionarnih vojn. Leta 1572 je med osemdesetletno vojno mesto gorelo in so ga zasedli Španci. Po tem plenjenju je bilo mesto obnovljeno. V tem času se je začela tradicija izdelave pohištva, ki je živa še danes.
Leta 1718 je bil v mestu velik upor, v mestno hišo je vdrla jezna drhal, župan je bil Pierre de Romrée. Kaos se je končal, ko je cesar uradno zaprosil predsednika velikega sveta, da ponovno vzpostavi mir. 18. junija je Christophe-Ernest de Baillet dobil popoln seznam voditeljev upora. Predsednika je podprlo več polkov, ki so jih poslali imperialni poveljniki. Po pogajanjih je de Baillet ponovno vzpostavil mir in red v mestu .
Leta 1781 je sveti rimski cesar Jožef II. odredil uničenje obzidja v mestu, se pa še naprej omenja v latinskih izrazih intra muros (znotraj zidov) in extra muros (zunaj zidov). Kasneje je bila tam zgrajena notranja obvoznica. 
V 19. stoletju se je začelo industrijsko obdobje. Leta 1835 je prva železnica na evropski celini povezala Bruselj z Mechelnom, ki je postal središče belgijskega železniškega omrežja. Razvila se je kovinarska industrija, nastale so tudi osrednje železniške delavnice, ki so še danes v mestu. Med drugo svetovno vojno so zaradi obsežne železniške strukture nacistične okupacijske sile izbrale Mechelen za svoj zloglasni tranzitni tabor. Več kot 25.000 Judov in Romov je bilo po železnici poslanih v taborišča Auschwitz-Birkenau, kjer je zdaj spominski muzej Judovski muzej deportacije in upora.
Z mestom je povezanih več znanih srečanj pripadnikov krščanske vere. Srečanje leta 1909 velja za  začetek bogoslužnega gibanja. Med letoma 1921 in 1925 je bilo pet neformalnih ekumenskih pogovorov, znanih kot Mechelenski pogovori (o možnostih združitve med rimsko katoliško cerkvijo in angleško cerkvijo), ki jim je predsedoval kardinal Mercier in so se jih udeležili anglikanski dostojanstveniki in laiki, tudi lord Halifaški. To so bili najpomembnejši zgodnji poskusi sprave med anglikansko in rimskokatoliško cerkvijo.

## Običaji
Večina mest v Flandriji ima za svoje prebivalce kakšen vzdevek. 
Od leta 1687 so zaradi junaškega boja z ognjem v stolpu svetega Rombouta, kjer so gotska okna kazala samo luno med oblaki, prebivalce imenovali Maneblussers (gasilni aparati za luno).
Vsakih 25 let je parada (Ommegang), ki proslavlja prihod svetega rimskega cesarja Maksimilijana I., očeta avstrijske nadvojvodinje Margarete in tudi drugih pomembnejših dogodkov v preteklosti mesta. Dodatna parada je bila leta 2000 ob 500. obletnici rojstva Karla V. V paradi je šest mestnih velikanov iz 15. in 17. stoletja ter druge resne in šaljive lutke in vozovi, običajno zelo veliki. Od leta 2008 so na Unescovem seznamu nesnovne kulturne dediščine.
Lesena maskota iz 17. stoletja, ki se od leta 1775 imenuje Opsinjoorke (lutka), je postala del parade. Danes repliko vozijo po mestu. Njen novejši bronasti kip stoji pred zvonikom.
Spomladi je legendarni kip svete Marije glavna značilnost procesije Hanswijk.

## Narečje
Mnogi prebivalci mesta (nizozemsko Mechelaars, lokalno mecheleirs) govorijo nizozemsko mechelensko narečje, ki se razlikuje od drugih brabantskih narečij.
De Mecheleir, ki od leta 1995 izhaja kot četrtletnik, objavlja stare fotografije mesta in zgodbe o lokalni zgodovini, pa tudi prispevke v narečju, za katero ni standardnega črkovanja. 

## Posebnosti
Zgodovinsko znani izdelki so laken (volnene obleke), tapiserije, usnjeni izdelki, čipke (dragocene klekljane čipke že od začetka 18. stoletja), rezbarije in kiparstvo iz lesa ter pohištvo.
Mechelen je pomemben tudi zaradi oživitve kariljona v začetku 20. stoletja in ima danes edino šolo na svetu. 
Območje okrog mesta je znano po gojenju zelenjave, kot so belgijska endivija (vitlof), šparglji in cvetača. Mechelse Veilingen, ustanovljena v sosednjem Sint-Katelijne-Waver, je največja dražba zelenjave v Evropi. 
Ena od štirih pasem belgijskega ovčarja je lokalni malinois. 
Mechelse koekoek je lokalna pasma perutnine, mesnatih piščancev s črno-belim perjem na nogah v barvah, ki spominjajo na kukavico, od tod ime.
Mechelsen bruynen naj bi bilo najljubše pivo cesarja Karla V. Različica se še vedno izdeluje v mestu v pivovarni Het Anker, eni najstarejših pivovarn v Belgiji. 

## Znamenitosti
- Stolnica sv. Rumbolda z veličastnim stolpom (Unescova dediščina ID 943-016); cerkev svetega Janeza Evangelista s sliko Petra Paula Rubensa Poklon svetih treh kraljev in cerkev svete Marije čez reko Dijle z Rubensovo sliko Čudežne ribe; baročna kupola bazilike Naše ljube gospe (Vrouw-van-Hanswij)  domačega arhitekta Lucasa Faydherba, nekaj njegov skulptur je tudi v stolnici, bil je učenec in vodilni Rubensov pomočnik; baročna Begijnhofkerk (cerkev svetega Alekseja in svete Katarine); nekdanja jezuitska cerkev svetega Petra in Pavla in sedanja jezuitska cerkev Gospe iz Leliendaala;
- Brusselpoort, zadnja preostala vrata od dvanajstih mestnih vrat, 13. stoletje;
- Schepenhuis, najstarejša kamnita mestna hiša v Flandriji, zgodovinski sedež velikega sveta ali vrhovno sodišče (Grote Raad), 13. stoletje;
- gotsko-renesančni Busleydnov dvorec ('Hof van Busleyden)', v katerem je Hieronymus van Busleyden sprejel Erazma, Thomasa Mora in kasnejšega  papeža Hadrijana VI. Te tri nedavno obnovljene stavbe so zdaj mestni muzej;
- palača Margarete Yorške, vdove Karla Drznega, zdaj mestno gledališče; najstarejša renesančna stavba severno od Alp,
- palača Margarete Avstrijske, v kateri je kot regentka Nizozemske vzgajala Karla V., nato pa stoletja vrhovno, čeprav zdaj nižje sodišče; v eni od teh palač se je nekaj časa izobraževala Anne Boleyn;
- palača nadškofa rimskokatoliške province Belgije, ki jo še vedno uporablja nadškof De Kesel; te palače niso dostopne javnosti, a je zanimiva tudi njihova zunanjost;
- Lakenhal (dvorana za tekstil) in zvonik iz 14. stoletja (Unescova svetovna dediščina ID 943-015) krasita mestno hišo na glavnem trgu;
- Mala in Velika beginaža (Unescova svetovna dediščina ID 855-003) (majhne in velike beginaže).

## Pomembni prebivalci
- Margareta Yorška, burgundska vojvodinja (1446–1503) (nekatere deklice, ki so pozneje postale kraljice evropskih držav, so se izobraževale na njenem dvoru),
- John Heywood, angleški pesnik (1497–okoli 1575),
- Margareta Avstrijska, regentka Nizozemske, hči Maksimilijana I. in skrbnica Karla V. (1480–1530),
- Marija, Eleanora in Izabela, nečakinje Margarete Avstrijske,
- Karel V., sveti rimski cesar, vzgajan v Mechelnu do 17. leta (1500–1558),
- Anne Boleyn, žena angleškega kralja Henrika VIII. (1504–1536),
- Rembert Dodoens, botanik, zeliščar in zdravnik (1517–1585),
- Philippe de Monte, renesančni skladatelj (1521–1603),
- David Herregouts, slikar (1603–?),
- Rik Wouters, slikar in kipar (1882–1916),
- François René Mallarmé, francoski politik v izgnanstvu (1755–1835),
- Lodewijk van Beethoven (1712–73), dedek Ludwiga van Beethovna in izvor družine van Beethoven,
- Jules Van Nuffel (1883–1953), zborovski dirigent in skladatelj.

## Pobratena mesta
- Bolivija: Sucre
- Francija: Dijon
- Japonska: Yūki, Ibaraki, Japonska (1996)
- Nizozemska: Helmond
- Romunija: Sibiu
- ZDA: Arvada, Kolorado